# Leiocephalus personatus
Leiocephalus personatus là một loài động vật trong họ Leiocephalidae 
Loài này có lưỡng hình giới tính với con đực lớn hơn đáng kể sơ với con cái với những mảng màu đỏ nổi bật trên đầu xung quanh hàm dưới. Con cái nhỏ hơn nhiều và có màu nâu nhẹ với sọc nhạt màu chạy xuống hai bên hông.

## Phân loài
Theo Bioref:
- Leiocephalus personatus actites Schwartz, 1967
- Leiocephalus personatus agraulus Schwartz, 1967
- Leiocephalus personatus budeni Schwartz, 1967
- Leiocephalus personatus elattoprosopon Gali, Schwartz & Suarez, 1988
- Leiocephalus personatus mentalis Cochran, 1932
- Leiocephalus personatus personatus (Cope, 1863)
- Leiocephalus personatus poikilometes Schwartz, 1969
- Leiocephalus personatus pyrrholaemus Schwartz, 1971
- Leiocephalus personatus scalaris Cochran, 1932
- Leiocephalus personatus socoensis Gali & Schwartz, 1982
- Leiocephalus personatus tarachodes Schwartz, 1967
- Leiocephalus personatus trujilloensis Mertens, 1949

## Phân bố và môi trường sống
Loài thằn lằn này là loài đặc hữu của Hispaniola ở biển Caribbean. Chúng được biết đến từ các địa điểm khác nhau ở Haiti và Grosse Caye, nhưng vắng mặt ở phía tây nam của Cộng hòa Dominican. Nó xảy ra ở độ cao lên tới khoảng 625 m (2.000 ft). Chúng chủ yếu sinh sống ở những nơi ẩm ướt, nhưng cũng có mặt ở những phần bóng mát của vùng cây bụi khô, bao gồm rừng cây lá rộng, rừng thông, rừng trồng, bụi rậm ven biển, vườn, đất trồng trọt và đồng cỏ. Loài này cũng hiện diện ở các khu vực đô thị, công viên thành phố và vườn thị trấn. Loài thằn lằn này được ghi nhận lần đầu tiên ở Florida vào năm 1994, nơi nó được mô tả là một loài kỳ lạ mới xuất hiện "có khả năng xâm chiếm các khu vực tự nhiên". Loài được giới hạn ở một số địa phương trong Hạt Dade. 